# Liste der Wappen in Thüringen
Diese Liste zeigt die Wappen der Landkreise Thüringens. Das Land Thüringen ist in 17 Landkreise und 5 kreisfreie Städte unterteilt. Die Wappen der Städte, Gemeinden und Ortsteile werden landkreisweise erfasst und können über die Navigationsleiste unten aufgerufen werden.

## Landeswappen

Karte Thüringen, Deutschland
Freistaat Thüringen[1] (Artikel)
Die Landkreise und kreisfreien Städte in Thüringen

## Wappen der Landkreise des Freistaates Thüringen

Landkreis Altenburger Land[2] (Details)
Landkreis Eichsfeld[3] (Details)
Landkreis Gotha[4] (Details)
Landkreis Greiz[5] (Details)
Landkreis Hildburghausen[6] (Details)
Ilm-Kreis[7] (Details)
Kyffhäuserkreis[8] (Details)
Landkreis Nordhausen[9] (Details)
Saale-Holzland-Kreis[10] (Details)
Saale-Orla-Kreis[11] (Details)
Landkreis Saalfeld-Rudolstadt[12] (Details)
Landkreis Schmalkalden-Meiningen[13] (Details)
Landkreis Sömmerda[14] (Details)
Landkreis Sonneberg[15] (Details)
Unstrut-Hainich-Kreis[16] (Details)
Wartburgkreis[17] (Details)
Landkreis Weimarer Land[18] (Details)

## Wappen der kreisfreien Städte

Stadt Erfurt (Details)
Stadt Gera (Details)
Stadt Jena (Details)
Stadt Suhl (Details)
Stadt Weimar (Details)

- Stadt
Erfurt[19]
(Details)
- Stadt
Gera[20]
(Details)
- Stadt
Jena[21]
(Details)
- Stadt
Suhl[22]
(Details)
- Stadt
Weimar[23]
(Details)

## Ehemalige Landkreise
Die Landkreise Eisenberg und Schmölln führten von 1990 bis zur Verwaltungsreform 1994 kein Kreiswappen, andere Landkreise führten oder entwickelten informell Wappen, die nicht offiziell genehmigt wurden.

### Genehmigte Kreiswappen

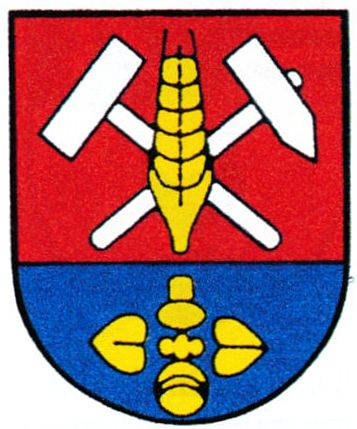
Landkreis Altenburg 1990–1994
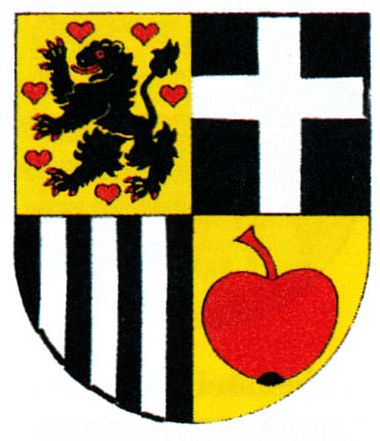
Landkreis Apolda 1990–1994
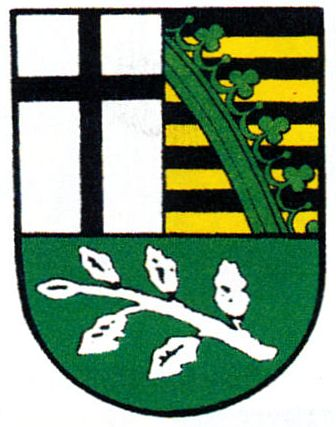
Landkreis Bad Salzungen 1990–1994
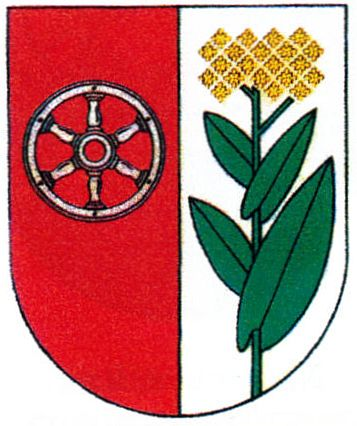
Kreis Erfurt-Land 1990–1994
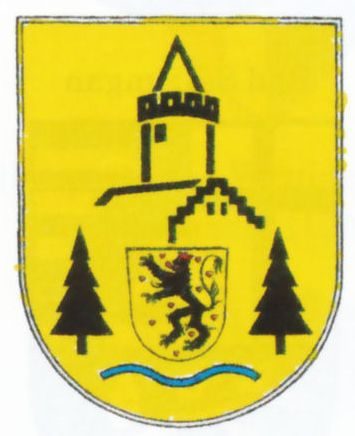
Kreis Jena-Land 1990–1994
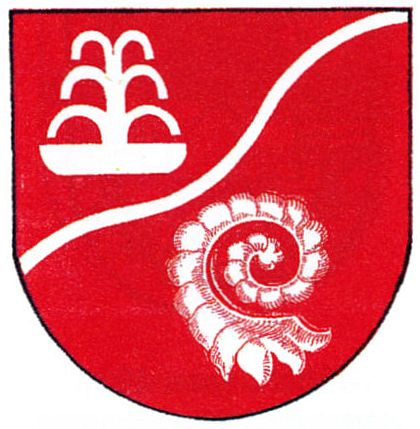
Landkreis Langensalza 1990–1994
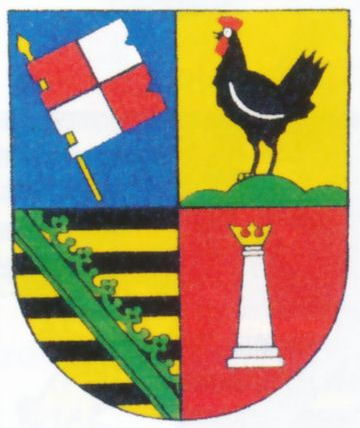
Landkreis Meiningen 1990–1994
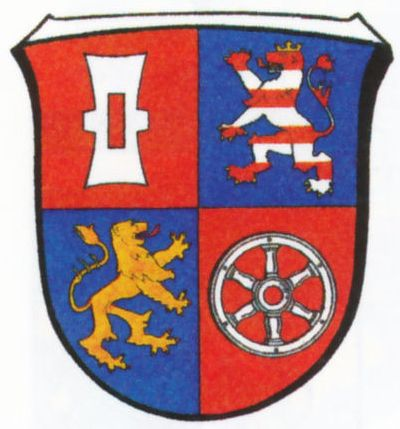
Landkreis Mühlhausen 1990–1994
Landkreis Neuhaus am Rennweg 1990–1994[32] (Details)
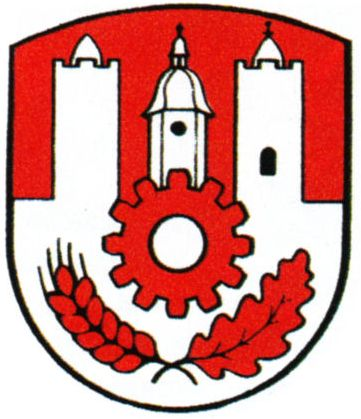
Landkreis Pößneck 1990–1994
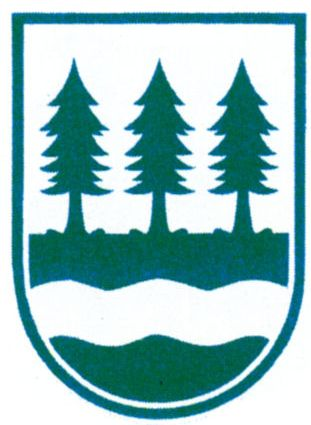
Landkreis Saalfeld 1990–1994
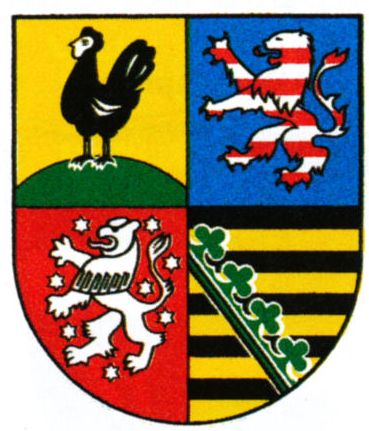
Landkreis Schmalkalden 1990–1994
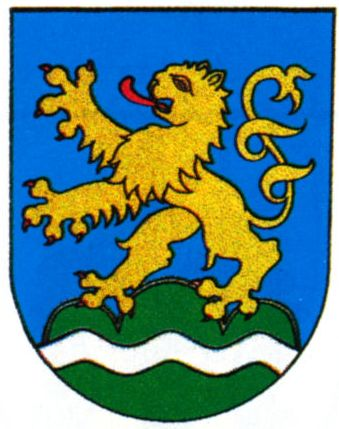
Landkreis Sondershausen 1990–1994
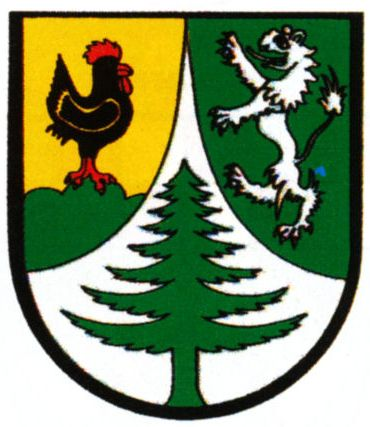
Kreis Suhl-Land 1990–1994
Landkreis Worbis 1990–1994[38]
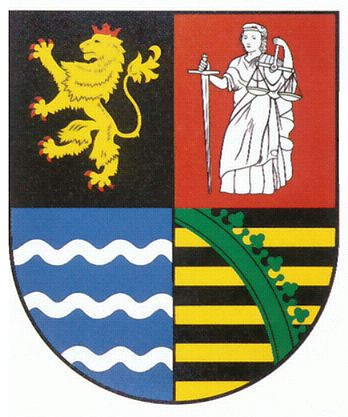
Landkreis Zeulenroda 1990–1994

### Kreiswappen ohne bzw. ohne gesicherte Genehmigung

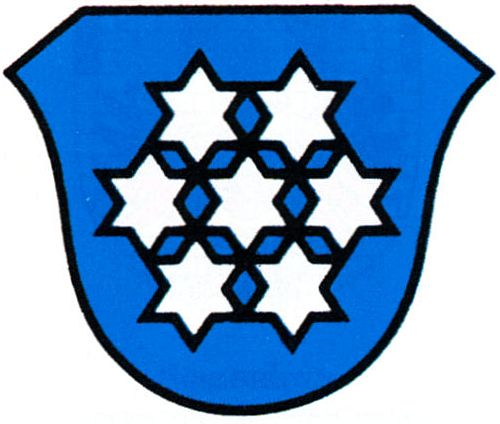
Landkreis Arnstadt 1990–1994
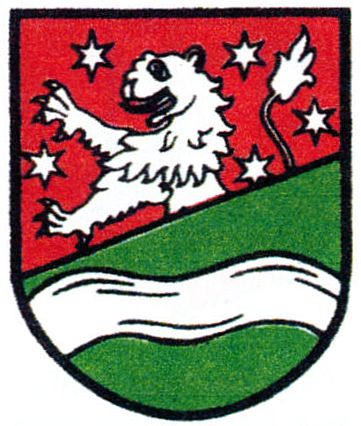
Landkreis Artern 1990–1994
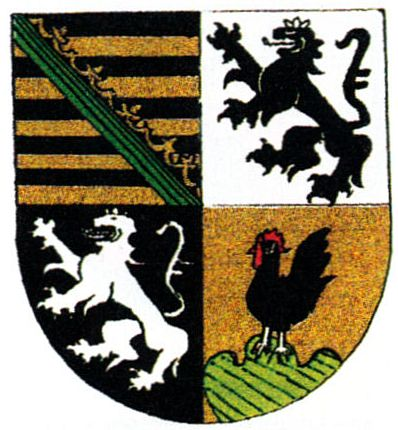
Landkreis Eisenach 1990–1994
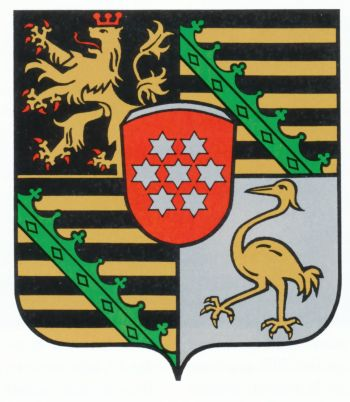
Kreis Gera-Land 1990–1994
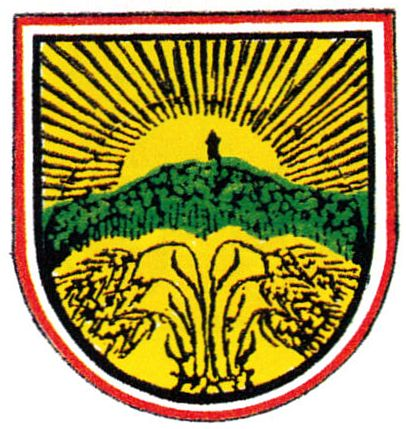
Landkreis Gotha 1990–1991
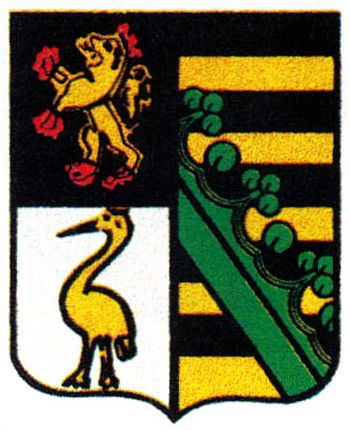
Landkreis Greiz 1990–1997
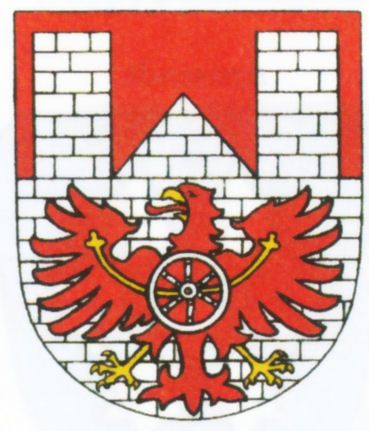
Landkreis Heiligenstadt 1990–1994
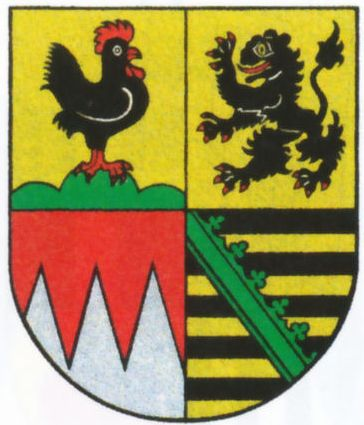
Landkreis Hildburghausen 1990–1996
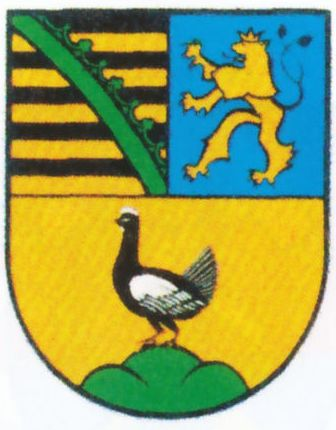
Landkreis Ilmenau 1990–1994
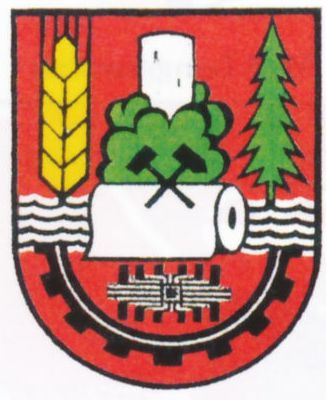
Landkreis Lobenstein 1990
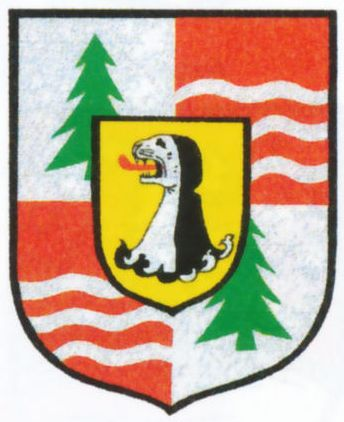
Landkreis Lobenstein 1990–1994
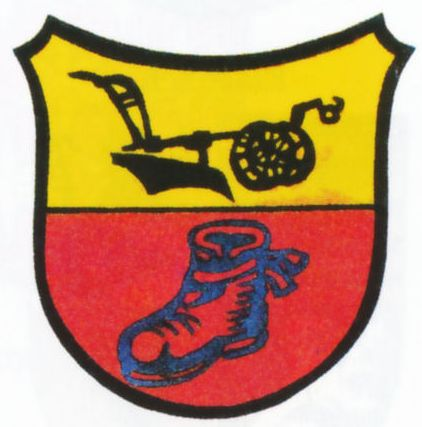
Landkreis Mühlhausen 1990
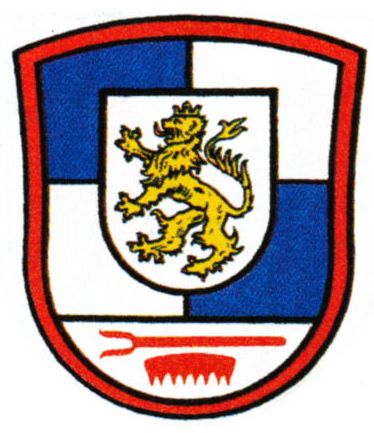
Landkreis Rudolstadt 1990–1994
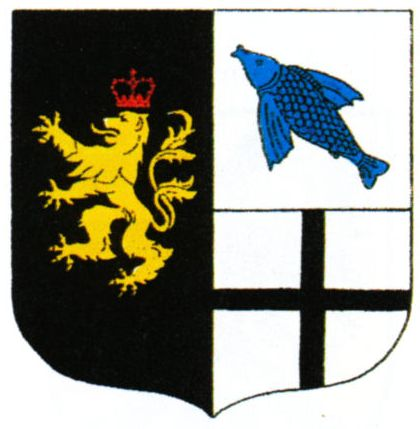
Landkreis Schleiz 1990–1994
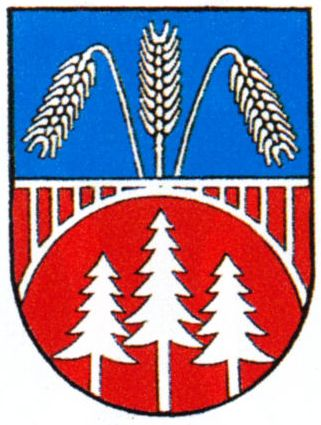
Landkreis Stadtroda 1990
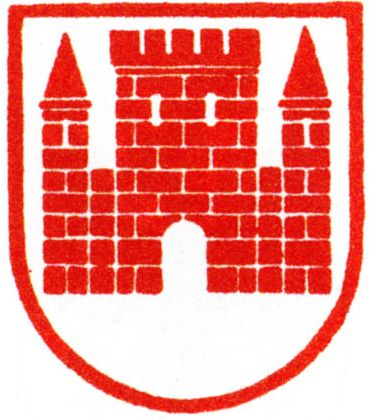
Landkreis Stadtroda 1990–1994
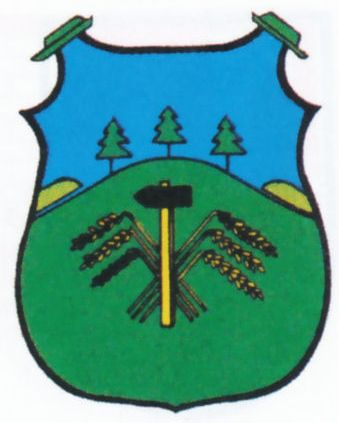
Kreis Weimar-Land 1990–1994

## Wappenbeschreibungenund Anmerkungen
1. ↑  Landeswappen: „In Blau ein aufrecht stehender, achtfach rot-silbern gestreifter, goldgekrönter und goldbewehrter Löwe auf blauem Grund, umgeben von acht silbernen Sternen.“
 (Gesetz über die Hoheitszeichen Thüringens vom 10. Januar 1991)
2. ↑  Altenburger Land: „Das Wappen ist geviert und zeigt oben vorn eine rote Rose mit goldenem Butzen und grünen Kelchblättern, oben hinten in Blau einen aufrechten, von Gold und Silber geteilten Löwen; das rechte untere Feld ist neunmal von Schwarz und Gold geteilt und mit einem grünen Rautenkranz belegt; das linke untere Feld zeigt in Silber eine rote Eichel mit grünem Kelch.“
 (genehmigt am 28. April 1995 durch das Thüringer Landesverwaltungsamt)
3. ↑  Eichsfeld: „Im silbernen Schild ein roter, rechtsschauender Adler mit goldenem Schnabel und goldenen Krallen, mit silbernem sechsspeichigen Mainzer Rad auf der Brust.“
 (genehmigt am 22. März 1995 durch das Thüringer Landesverwaltungsamt)
4. ↑  Gotha: „Geteilt von Silber und Rot; oben das Schloss Friedenstein in Silber und mit schwarzen Dächern; unten über einem von Silber und Schwarz geschliffenen sechsstrahligen Stern ein silberner Wellenbalken.“
 (genehmigt am 28. Juni 1991 durch das Thüringer Innenministerium)
5. ↑  Greiz: „Das Wappen des Landkreises Greiz ist über einem schwarzgold geteilten und mit einem gebogenen, schrägrechten grünen Rautenkranz belegten Schildfuß von Schwarz und Silber geteilt und zeigt vorn einen aufrechten goldenen, rotbekrönten und -bewehrten Löwen und hinten einen goldenen Kranich.“
 (genehmigt am 19. Juni 1997 durch das Thüringer Landesverwaltungsamt)
6. ↑  Hildburghausen: „Das Wappen des Landkreises Hildburghausen ist golden, geteilt durch eine eingebogene erniedrigte rote Spitze, die im Schildfuß mit drei silbernen Spitzen belegt ist und zeigt vorn einen schwarzen, rot bewehrten und bezungten linkssehenden Löwen und hinten auf einem grünen Dreiberg eine schwarze, rotbewehrte Henne mit rotem Kamm und rotem Lappen.“
 (genehmigt am 8. Mai 1996 durch das Thüringer Landesverwaltungsamt)
7. ↑  Ilm-Kreis: „Das Wappen ist geviertet von Gold und Blau und zeigt oben im Feld 1 einen schwarzen, rotbewehrten, rechtsblickenden Adler, in den Feldern 2 und 3 einen goldenen, rotbewehrten, rechtsschreitenden, aufrechten Löwen, im Feld 4 auf einem schwarzen Berg eine schwarze Henne mit roter Bewehrung sowie rotem Kamm und Lappen.“
 (genehmigt am 1. Februar 1995 durch das Thüringer Landesverwaltungsamt)
8. ↑  Kyffhäuserkreis: „In Blau ein aufgerichteter goldener, rot bewehrter und gezungter Löwe, der sich auf einen Schild stützt, auf einem grünen, oben silbern eingefassten Dreiberg. Der Schild ist geviert; 1 und 4 sind fünfmal von Rot und Silber geteilt, 2 und 3 zeigen in Silber sechs rote Wecken in zwei Reihen. Der Dreiberg ist mit einer silbernen Wellenleiste und einem silbernen Wellenfaden belegt.“
 (genehmigt am 26. Oktober 1994 durch das Thüringer Landesverwaltungsamt)
9. ↑  Nordhausen: „Schräg geteilt; unten auf von Rot und Silber geschachtem Feld ein goldener Baumstumpf; oben in Gold ein dem Baumstumpf entsprießendes rotes Reis.“
 (geführt seit dem 1. Januar 1949 bis 1952 und wieder ab 1990, genehmigt am 13. September 1990)
10. ↑  Saale-Holzland-Kreis: „Wappenschild, welcher gespalten ist durch eine eingebogene aufsteigende goldene, mit roten Herzen besäte Spitze, darin ein schwarzer wachsender Löwe und welches rechts in Rot einen silbernen Schrägrechtsbalken und links im neunmal von Schwarz und Gold geteilten Feld einen schrägrechten grünen Rautenkranz zeigt.“
 (genehmigt am 18. August 1997 durch das Thüringer Landesverwaltungsamt)
11. ↑  Saale-Orla-Kreis: „Das Wappen ist schwarz und gold gespalten mit einem roten Schildfuß und zeigt vorn einen linksgewendeten, aufrechten, goldenen, rotbewehrten und gezungten Löwen mit roter Krone, hinten einen aufrechten, schwarzen, rotbewehrten und gezungten Löwen und im Schildfuß zwei silberne Wellenleisten.“
 (genehmigt am 27. Januar 1995 durch das Thüringer Landesverwaltungsamt)
12. ↑  Saalfeld-Rudolstadt: „Das Wappen ist geviert und zeigt in den Feldern 1 und 4 auf goldenem Grund einen schwarzen, golden nimbierten, rot bewehrten Doppeladler, die Brust belegt mit einem goldenen Schild und einem Fürstenhut, über den Adlerköpfen schwebend eine Kaiserkrone mit roten Kappen, in den Fängen ein goldenes Zepter und einen goldenen Reichsapfel haltend, darunter eine rote Streugabel über einem roten Kamm; die Felder 2 und 3 sind neunmal von Schwarz und Gold geteilt, belegt mit einem schrägrechten grünen Rautenkranz.“
 (genehmigt am 16. Januar 1995 durch das Thüringer Landesverwaltungsamt)
13. ↑  Schmalkalden-Meiningen: „Das Wappen ist geviertet und zeigt in Feld 1 in Gold auf einem grünen Dreiberg eine schwarze Henne mit rotem Kamm und roten Lappen, in Feld 2 in Blau einen siebenmal von Silber über Rot geteilten, golden gekrönten Löwen mit goldener Bewehrung, in Feld 3 in Blau eine schrägrechte goldene Lanze mit einer rot-weiß gevierteten Fahne, deren linker Rand in jedem Feld eine halbkreisförmige Einbuchtung zeigt; Feld 4 ist neunmal von Schwarz über Gold geteilt und mit einem schrägrechten grünen Rautenkranz belegt.“
 (genehmigt am 15. Juli 1995 durch das Thüringer Landesverwaltungsamt)
14. ↑  Sömmerda: „Das Wappen des Landkreises Sömmerda ist gespalten mit einer eingepfropften Spitze, vorn neunmal von Schwarz über Gold geteilt und mit einem grünen Rautenkranz belegt und zeigt hinten in Blau einen siebenmal von Rot über Silber geteilten, golden bewehrten und gekrönten Löwen und in der Spitze ein silbernes sechsspeichiges Rad auf rotem Grund.“
 (genehmigt am 28. September 1990 durch den damaligen Regierungsbevollmächtigten und späteren Ministerpräsidenten Thüringens)
15. ↑  Sonneberg: „geviert; 1: In Gold ein rotbewehrter schwarzer Löwe; 2: gespalten, vorn dreimal von Rot und Silber gesparrt, hinten in Silber eine schwarze Schafschere; 3: halb gespalten und geteilt von Silber, Rot und Blau; 4: neunmal von Schwarz und Gold geteilt, belegt mit einem grünen schrägrechten Rautenkranz.“
 (genehmigt am 3. Oktober 1990)
16. ↑  Unstrut-Hainich-Kreis: „Geviert und zeigt oben vorn in Gold einen schwarzen, golden gekrönten, rot bewehrten Adler mit einem silbernen Mühleisen auf jedem Flügel, oben hinten in Blau einen siebenmal von Rot über Silber geteilten, golden bewehrten und gekrönten Löwen, unten vorn in Rot ein silbernes sechsspeichiges Rad, unten hinten in Silber ein rotes zwölfendiges Geweih mit Grind.“
 (genehmigt am 1. November 1995 durch das Thüringer Landesverwaltungsamt)
17. ↑  Wartburgkreis: „Das Wappen des Wartburgkreises ist geviertet und zeigt oben links in Blau einen linksgewendeten, siebenmal von Rot über Silber geteilten, golden gekrönten und bewehrten Löwen, oben rechts in Gold auf einem grünen Dreiberg eine schwarze rotbewehrte Henne mit rotem Kamm und rotem Lappen, unten links in Silber ein schwarzes Hochkreuz, unten rechts in Blau einen siebenmal von Rot über Silber geteilten, golden bewehrten und gekrönten Löwen.“
 (genehmigt am 27. Juli 1995 durch das Thüringer Landesverwaltungsamt)
18. ↑  Weimarer Land: „Halbgeteilt und gespalten; oben vorn in Rot ein silbernes sechsspeichiges Rad, unten vorn in Silber drei rote Äpfel (2 : 1) und hinten in Gold ein schwarzer Löwe mit roter ausgeschlagener Zunge und Bewehrung.“
 (genehmigt am 24. November 1994 durch das Thüringer Landesverwaltungsamt)
19. ↑  Erfurt: „Das Wappen der Stadt Erfurt zeigt ein silbernes, sechsspeichiges Rad, wobei zwei Speichen senkrecht stehen, vor rotem Grund.“
 (seit Mitte des 17. Jahrhunderts in Gebrauch)
20. ↑  Gera: „Auf gelehntem Dreiecksschild in Schwarz ein doppelschwänziger, rotbewehrter und -bezungter goldener Löwe. Auf dem goldenen Kübelhelm in Seitenansicht mit (beidseitig) schwarz-goldenen Decken acht fächerförmig angeordnete grüne Federn, die rechten vier mit gekerbter Spitze, die linken vier als Pfauenfedern mit doppelten Pfauenaugen in goldener Umrandung und mit roter Pupille an Spitze und Mitte.“ (im 14. Jahrhundert nachweisbar, zuletzt 1995 in der Hauptsatzung der Stadt Gera festgelegt)
21. ↑  Jena: „In Silber stilisiert der silber-blau gekleidete Erzengel Michael mit langen goldenen Haaren sowie goldenem Nimbus, Harnisch, Helm und Flügel; mit der Rechten einem grünen Drachen eine Lanze in den Rachen stoßend, in der Linken einen goldenen Schild mit aufgerichtetem schwarzen Löwen haltend; der linke Fuß steht auf dem Drachen. Unter dem Drachen ein kleiner silberner Schild mit blauer Weintraube.“
 (basiert auf einem Siegel von 1382, genehmigt am 16. September 1992)
22. ↑  Suhl: „In Silber eine gezinnte schwarzgefugte rote Stadtmauer mit nach außen geschwenkten, schwarz beschlagenen goldenen Torflügeln und goldener Toröffnung, darin auf grünem Dreiberge eine schwarze Henne mit rotem Kamm, dahinter wachsend zwei gezinnte Türme mit je vier schwarzen Fenstern und goldbeknauften blauen Kegeldächern, zwischen ihnen eine schwebende schräggestellte goldene Erzmulde, von einer schräglinken goldgestielten blauen Hacke gekreuzt.“ (seit dem 17. Jahrhundert in Gebrauch)
23. ↑  Weimar: „In Gold ein rot gezungter, steigender schwarzer Löwe übersät mit roten Herzen.“ (jetzige Wappenform 1975 eingeführt)
24. ↑  Altenburg: Im oberen Feld auf Rot eine goldene Ähre vor Hammer und Schlägel, im unteren Feld auf Blau in gold Spielkartensybole. (genehmigt am 16. Oktober 1991)
25. ↑  Apolda: Das Wappen ist geviert und zeigt oben vorn einen Löwen in Schwarz auf Gold mit roten Herzen belegt, oben hinten in Schwarz ein silbernes Kreuz; im rechten unteren Feld drei silberne Pfähle auf Schwarz; das linke untere Feld zeigt in Gold einen roten Apfel. (genehmigt am 26. April 1991)
26. ↑  Bad Salzungen: Oben vorn ein schwarzes Kreuz auf Silber; das obere hintere Feld neunmal von Schwarz und Gold geteilt, belegt mit einem schrägrechten grünen Rautenkranz; im unteren Feld in Grün ein silberner Buchenzweig. (genehmigt am 17. Juni 1991)
27. ↑  Erfurt-Land: Vorne ein silbernes Wagenrad in Rot; hinten eine Waidpflanze, grün mit goldenem Blütenstand, in Silber. (genehmigt am 8. September 1992)
28. ↑  Jena-Land: Im Herzschild ein Löwe in Schwarz auf Gold mit roten Herzen belegt, auf Gold in Schwarz ein Umriss der Leuchtenburg und zwei Nadelbäume, im Schildfuß eine blaue Wellenlinie. (genehmigt am 19. November 1991)
29. ↑  Langensalza: In Rot schräglinks geteilt von einem silbernen Wellenbalken; oben vorne eine silberne Fontäne, unten hinten ein silbernes Bockshorn. (genehmigt am 23. März 1992)
30. ↑  Meiningen: Das Wappen ist geviert und zeigt oben vorn ein Rennfähnlein in Blau, oben hinten in Gold eine schwarze, rotbewehrte Henne mit rotem Kamm und rotem Lappen auf einem grünen Dreiberg; das rechte untere Feld ist neunmal von Schwarz und Gold geteilt, belegt mit einem schrägrechten grünen Rautenkranz; das linke untere Feld zeigt in Rot eine gold bekrönte silberne Säule. (genehmigt am 6. August 1991)
31. ↑  Mühlhausen: Das Wappen ist geviert und zeigt oben vorn in Rot ein silbernes Mühleisen, oben hinten in Blau einen bekrönten bunten Löwen; im rechten unteren Feld in Blau einen linksgewendeten goldenen Löwen; im linken untere Feld in Rot ein silbernes Wagenrad. (genehmigt am 2. Oktober 1991)
32. ↑  Neuhaus am Rennweg: Im oberen Feld auf goldenem Grund ein schwarzer Doppeladler, unten vorn in Schwarz ein goldener, linksgewendeter Löwe, das hintere Feld neunmal von Schwarz und Gold geteilt, belegt mit einem schrägrechten grünen Rautenkranz. (genehmigt am 5. Mai 1991)
33. ↑  Pößneck: In Rot die silbernen Silhouetten der Türme von Pößneck, Schloss Neustadt an der Orla und Triptis, davor ein rotes Zahnrad, eine rote Ähre und ein rotes Eichenblatt. (genehmigt am 18. Juli 1991)
34. ↑  Saalfeld: In Silber drei grüne Nadelbäume, im Schildfuß ein silberner Wellenbalken. (genehmigt am 13. März 1948, eingeführt am 22. Juni 1992)
35. ↑  Schmalkalden: Das Wappen ist geviert und zeigt oben vorn in Gold eine schwarze Henne auf einem grünen Dreiberg, oben hinten in Blau einen unbekrönten bunten Löwen; im rechten unteren Feld in Rot mit acht silbernen Sternen belegt ein silberner Löwe; das linke untere Feld ist neunmal von Schwarz und Gold geteilt, belegt mit einem schrägrechten grünen Rautenkranz. (genehmigt am 5. Mai 1992)
36. ↑  Sondershausen: In Blau auf einem grünen Dreiberg ein goldener, rotbewehrter Löwe mit roter Zunge, im Schildfuß ein silberner Wellenbalken. (genehmigt am 2. Oktober 1992)
37. ↑  Suhl-Land: Der Wappenschild ist gespalten durch eine eingebogene aufsteigende silberne Spitze, darin ein grüner Nadelbaum; im linken oberen Feld in Gold eine schwarze, rotbewehrte Henne mit rotem Kamm und rotem Lappen auf einem grünen Dreiberg; rechts oben in Grün ein silberner Löwe. (genehmigt am 12. Mai 1991)
38. ↑  Worbis: Identisch mit dem Landkreis Eichsfeld.
 (genehmigt am 22. November 1991)
39. ↑  Zeulenroda: Das Wappen ist geviert und zeigt oben vorn in Schwarz einen rot bekrönten und bewehrten goldenen Löwen, oben hinten in Rot eine Figur der Themis mit Schwert und Waage; im rechten unteren Feld in Blau drei silberne Wellenbalken; das linke untere Feld ist neunmal von Schwarz und Gold geteilt, belegt mit einem schrägrechts gebogenen grünen Rautenkranz. (genehmigt am 18. Februar 1992)
40. ↑  Arnstadt: In Blau sieben silberne Sterne, das farblich abgewandelte Wappen des Landes Thüringen von 1921. (nicht offiziell genehmigt)
41. ↑  Artern: Schräglinks geteilt, im oberen Feld in Rot bestreut mit fünf silbernen Sternen ein wachsender silberner Löwe, im unteren Feld in Grün ein silberner Wellenbalken. (in einem Referendum 1990 angenommen, nicht offiziell genehmigt)
42. ↑  Eisenach: Das Wappen ist geviert und ist oben vorn neunmal von Schwarz und Gold geteilt, belegt mit einem schrägrechten grünen Rautenkranz; oben hinten in Silber ein schwarzer Löwe; im rechten unteren Feld in Schwarz ein silberner Löwe und im linken unteren Feld in Gold eine schwarze Henne mit rotem Kamm und Lappen auf einem grünen Dreiberg. (nicht offiziell genehmigt)
43. ↑  Gera-Land: Das Wappen ist geviert. Im Herzschild in Rot sieben silberne Sterne; oben vorne in Schwarz ein goldener, rot bekrönter und bewehrter Löwe;oben hinten und unten vorne neunmal von Schwarz und Gold geteilt, belegt mit einem schrägrechten grünen Rautenkranz; im linken unteren Feld in Silber ein goldener Kranich. (am 2. Februar 1991 vorgestellt, aber nicht offiziell genehmigt)
44. ↑  Gotha: Auf Gold eine aufgehende Sonne, davor in Grün der Inselberg, davor links und rechts in Gold je drei goldene Ähren. (am 3. Dezember 1948 genehmigt, am 28. Juni 1991 durch das heutige Wappen ersetzt)
45. ↑  Greiz: Oben vorne in Schwarz ein goldener, rot bekrönter und bewehrter Löwe; unten vorne in Silber ein goldener Kranich; die linke Seite neunmal von Schwarz und Gold geteilt, belegt mit einem schrägrechten grünen Rautenkranz. (nicht offiziell genehmigt, am 19. Juni 1997 durch das heutige Wappen ersetzt)
46. ↑  Heiligenstadt: Der Schild geteilt in Rot und der silbernen Silhouette des Schlosses Hanstein, davor ein roter, rechtsschauender Adler mit goldenem Schnabel und goldenen Krallen, mit silbernem sechsspeichigen Mainzer Rad auf der Brust. (1935 angenommen, nicht offiziell genehmigt)
47. ↑  Hildburghausen: Das Wappen ist geviert. Im vorderen oberen Feld in Gold eine schwarze Henne mit rotem Kamm und Lappen auf einem grünen Dreiberg; oben links ein schwarzer Löwe in Gold; unten vorne drei silberne Spitzen in Rot und hinten neunmal von Schwarz und Gold geteilt, belegt mit einem schrägrechten grünen Rautenkranz. (nicht offiziell genehmigt, am 8. Mai 1996 durch das heutige Wappen ersetzt)
48. ↑  Ilmenau: Oben vorne neunmal von Schwarz und Gold geteilt, belegt mit einem schrägrechten grünen Rautenkranz, oben hinten ein bekrönter zweigeschwänzter goldener Löwe auf Blau; im unteren Feld in Gold eine schwarze Henne mit silbernem Kamm und Schwingen auf einem grünen Dreiberg. (1990 angenommen, nicht offiziell genehmigt)
49. ↑  Lobenstein: In Rot geteilt durch einen neunfach silber-schwarz geteilten Wellenbalken; im oberen Feld eine goldene Ähre, silbern und grün die Silhouette der Burg Lobenstein und ein grüner Nadelbaum; im unteren Feld eine Waggonfeder und ein halber Zahnkranz in schwarz; der Wellenbalken belegt mit einem silbernen Stoffballen, davor in schwarz Hammer und Schlägel.(bis 1990)
50. ↑  Lobenstein: Das Wappen ist geviert. Im Herzschild in Gold eine rot bezungte, silbern-schwarze Bracke; im ersten und vierten Feld in Silbern ein grüner Nadelbaum, im zweiten und dritten Feld in Rot drei silberne Wellenbalken. (1990 angenommen, nicht offiziell genehmigt)
51. ↑  Mühlhausen: Das Wappen ist geteilt in Gold und Rot, im oberen Feld ein Pflug, im unteren Feld ein Bundschuh in Erinnerung an den Bauernkrieg 1524 – 1526 bzw. an das Wirken Thomas Müntzers im Kreisgebiet. (1950 eingeführt, 1990 ersetzt)
52. ↑  Rudolstadt: Das Wappen ist rot umrandet und geviert. Im Herzschild in Silber ein bekrönter goldener Löwe; das erste und vierte Feld Blau und das zweite und dritte Feld Silbern; im Schildfuß in Silber eine rote Ofengabel und ein roter Kamm. (nicht offiziell genehmigt)
53. ↑  Schleiz: Vorne in Schwarz ein goldener, rot bekrönter und bewehrter Löwe; oben hinten in Silber ein blauer geflügelter Fisch; unten links in Silber ein schwarzes Kreuz. (1935 angenommen, nicht offiziell genehmigt)
54. ↑  Stadtroda: Oben in Blau drei silberne Ähren, unten in Rot eine silberne Brücke und drei silberne Nadelbäume. (1949 angenommen, 1990 ersetzt)
55. ↑  Stadtroda: Rot umrandet in Silber eine rote Stadtmauer mit Tor, von zwei Türmen flankiert. (1990 angenommen, nicht offiziell genehmigt)
56. ↑  Weimar-Land: In Blau ein grüner Hügel mit drei wachsenden Nadelbäumen bestanden, davor ein Hammer und sechs Ähren in Gold. (1923 vorgestellt, aber nie offiziell genehmigt)